# Ernest Kaltenegger
Ernest Kaltenegger (28 de novembre de 1949) és un polític d'Estíria del Partit Comunista d'Àustria (KPÖ). Va ser regidor d'habitatge a Graz i del 2005 al 2010 membre del Parlament estatal.

## Trajectòria
Kaltenegger va créixer en la pobresa i es va formar a l'empresa d'utilitat pública de Judenburg. El 1972 va traslladar-s a viure a Graz.
Del 1965 al 1968 va ser president de la Joventut Socialista d'Obdach. El 1972 esdevingué president de la Joventut Comunista de Graz i després secretari d'Estat de la Joventut Comunista d'Àustria. Des del 1981 va ser membre de l'ajuntament de Graz, del 1998 al 2005 en va ser regidor d'habitatge. A les eleccions estatals estirianes de la tardor del 2005, va ser el cap de llista del KPÖ, que va obtenir el 6,3% dels vots i, per tant, va tornar a un parlament estatal austríac per primera vegada des del 1970. El 30 de març de 2009, Kaltenegger va anunciar que es retirava a la «segona fila». Kaltenegger va justificar el seu pas afirmant que era hora «que arribés un nou impuls».
A partir de 1998, Kaltenegger va donar més de la meitat dels seus ingressos com a polític a causes socials i un cop a l'any va donar compte de l'ús que es feia en l'anomenat «Dia dels comptes oberts».

## Obra publicada
- Ernest Kaltenegger, Leo Kühberger, Samuel Stuhlpfarrer (Hg.): Alle Verhältnisse umzuwerfen ... Gespräche & Interventionen zu Krise, globaler Bewegung und linker Geschichte, Mandelbaum Verlag, Wien 2016, ISBN 978385476-653-7.

## Filmografia
Der Kommunist. Documental sobre Ernest Kaltenegger, 2006, 52 min, DigiBeta, director: Marc Bauder.